# Listă de artiști plastici români

## Artiști plastici

### Pictori
- Dara-Maria Boboc (n. 1986)
- Aurel Popp (1879 - 1960)
- Radu-Anton Maier
- Alexandra Acsinia (1984 -   )
- Alexandru Ciucurencu (1903 - 1977)
- Alexandru Pascu-Gheorghe
- Alma Redlinger
- Ana Ruxandra Ilfoveanu
- Anca Boeriu (1957- )
- Augustin Costinescu
- Aurel Ciupe (1900 - 1988)
- Aurel Cojan (1914 - 2005)
- Barbu Iscovescu (1816 - 1854)
- Brăduț Covaliu (1924 - )
- Camil Ressu (1880 - 1962)
- Carol Popp de Szathmári (1812 - 1888)
- Călin Alupi (1906 - 1988)
- Constantin Piliuță (1929 - 2003)
- Corneliu Baba (1906 - 1997)
- Corneliu Vasilescu (1934 - )
- Dimitrie Gavrilean (1942 - 2012)
- Dumitru Ghiață (1888 - 1972)
- Dumitru Rusu (1938 - )
- Gergely Csaba {1951 - }
- Elena Greculesi (1928 - )
- Ervant Nicogosian (1928)
- Eugen Drăguțescu (1914  -  1992)
- Eugen Stănculescu (1942- )
- Florica Cordescu
- Florin Stoiciu (1965- )
- Francisc Șirato (1877 - 1953)
- Lise Marin (1919 - )
- Fred Micoș (1907-1995)
- Gabriela Călinoiu (1971-)
- George Demetrescu Mirea (1852 - 1934)
- George Filipescu (1940  -  1987)
- George Tomaziu (1915 - 1990)
- Gheorghe Petrașcu (1872 - 1949)
- Gheorghe Popovici
- Gheorghe Tattarescu (1820 - 1894)
- Horea Cucerzan
- Horea Paștina
- Ioan Mirea (1912 - 1987)
- Ion Andreescu (1850 - 1882)
- Ion Bițan (1924 - )
- Ion Grigorescu (1945 - )
- Ion Iancuț
- Ion Nicodim (1932 -2007 )
- Ion Pacea (1924 - )
- Ion Popescu-Negreni
- Ion Sălișteanu (1929 - )
- Ion Theodorescu-Sion (1882-1939)
- Ion Țuculescu (1910 - 1962)
- Iosif Iser (1881 - 1958)
- Jean Al. Steriadi (1880 - 1956)
- Ligia Macovei (1916 -  )
- Liviu Mihai (1980 - )
- Lucian Grigorescu (1894-1965)
- M. H. Georgescu (1892 -1932)
- M. H. Maxy (1895 - 1971)
- Magdalena Rădulescu
- Marcel Iancu (1895 - 1985)
- Margareta Sterian (1897 - )
- Marius Bunescu (1881 - 1971)
- Mihai Sârbulescu
- Mihai Olteanu (1953 - )
- Mișu Popp (1827-1892)
- Nicolae Dărăscu (1883 - 1959)
- Nicolae Grigorescu (1838 - 1907)
- Nicolae Tonitza (1886 - 1940)
- Nicolae Vermont (1866 - 1932)
- Octav Băncilă (1872 - 1944)
- Paul Anastasiu (1971 -   )
- Paul Gherasim (1925 - )
- Paul Constantin Tripon
- Pavel Codiță (1916 -  )
- Pârvu Mutu (1657 - 1753)
- Rodica Toth Poiată
- Romeo Niram(1974-)
- Romul Nuțiu (1932-2012)
- Sabin Bălașa (1932 - 2008)
- Sorin Ilfoveanu
- Ștefan Câlția (1942 -)
- Ștefan Dimitrescu (1886 – 1933)
- Ștefan Luchian (1868 - 1916)
- Ștefan Pelmuș (1949 - )
- Ștefan Râmniceanu (1954 - )
- Ștefan Sevastre (1926 - )
- Teofil Monea (1953 - )
- Theodor Aman (1831 - 1891)
- Theodor Pallady (1871 - 1956)
- Traian Trestioreanu (1919 - 1972)
- Valentina Bardu
- Valeriu Pantazi (1940 - )
- Vasile Dobrian  (1912 -1999)
- Vasile Grigore
- Vasile Pintea (1932 - )
- Vasile Popescu (1894 - 1944)
- Victor Brauner (1903 - 1966)
- Virgil Măgherușan  (1950 -  )
- Vintilă Mihăescu  (1943 -  )
- Viorel Mărgineanu
- Viorel Poiată
- Virgil Almășan (1926 -   )
- Virgil Moise (1934-1998)
- Vladimir Zamfirescu (1936 - 2020)
- Vladimir Șetran (1935 - ) [1]
- Valeriu Eugen Mladin (1958 - )

### Sculptori
- Alexandru Ciutureanu (1951 -)
- Constantin Baraschi (1902 - 1966)
- Constantin Brâncuși (1876 - 1957)
- Constantin Lucaci (1923 - 2014)
- Constantin Popovici
- Cornel Medrea (1877 - 1964)
- Dimitrie Paciurea (1873 - 1932)
- Dragos Alessandriu
- Eugen Petri (1958 - )[2]
- Frederik Storck
- George Apostu (1934 - 1986)
- Geza Vida (1913 - 1980)
- Gheorghe D. Anghel (1904 - 1966)
- Gheorghe Iliescu-Călinești [3]
- Ioan Marcu (1951 -)
- Ion Iancuț
- Ion Irimescu (1903 - 2005)
- Ion Jalea (1887 - 1983)
- Milița Petrașcu (1892 - 1976)
- Oscar Han (1891 - 1976)
- Pavel Bucur (1945 - 2016)
- Paul Vasilescu
- Romul Ladea
- Ștefan Călărășanu
- Elena Scutaru(1964 - )
- Marian Zidaru
- Victoria Zidaru
- Virgil Fulicea (1907-1979)
- Linda-Saskia Menczel (1972-)

### Ceramiști
- Ioan Sumedre Jr [4]
- Violeta Crăciun[5]

### Artiști decoratori
- Ana Lupaș
- Florin Ciubotaru
- Șerban Gabrea

- Cella Grigoraș-Neamțu
- Elena Haschke-Marinescu ( 1936 - 2000 )
- Teodora Moisescu-Stendl
- Ion Nicodim
- Cela Neamțu, țesătoare[6][7]

### Graficieni
- Marcel Chirnoagă
- Ion Dumitrana (1923 - 1976)
- Constantin Jiquidi (1865 - 1899)
- Tia Peltz
- Dan Perjovschi
- Maria Octavia Țarălungă
- Uca Maria Iov

## Artiști vizuali
- Geta Brătescu
- Ion Grigorescu
- Teodor Graur
- Valeriu Mladin
- A. Romanescu

### Fotografi
- Stefan Havadi-Nagy [8]